# 定福寺 (橋本市)
定福寺（じょうふくじ）は、和歌山県橋本市賢堂（かしこど）にある高野山真言宗の寺院。山号は紫雲山。本尊は阿弥陀如来。
高野山の参詣道である黒河道の起点に位置しており、庫裏は国の登録有形文化財に登録されている。
高野七口押印帳のスタンプ設置場所である。

## 歴史
創建時期は明らかでないが、16世紀の永禄年間の建立であるとの伝承がある。本尊の木造阿弥陀如来坐像は平安時代中期、10世紀から11世紀の作とみられ、境内にある石造九重塔は銘記から弘安8年（1285年）の建立と判明する。
隣接して八幡宮が設置されており、神仏習合の形を残している。

## 境内

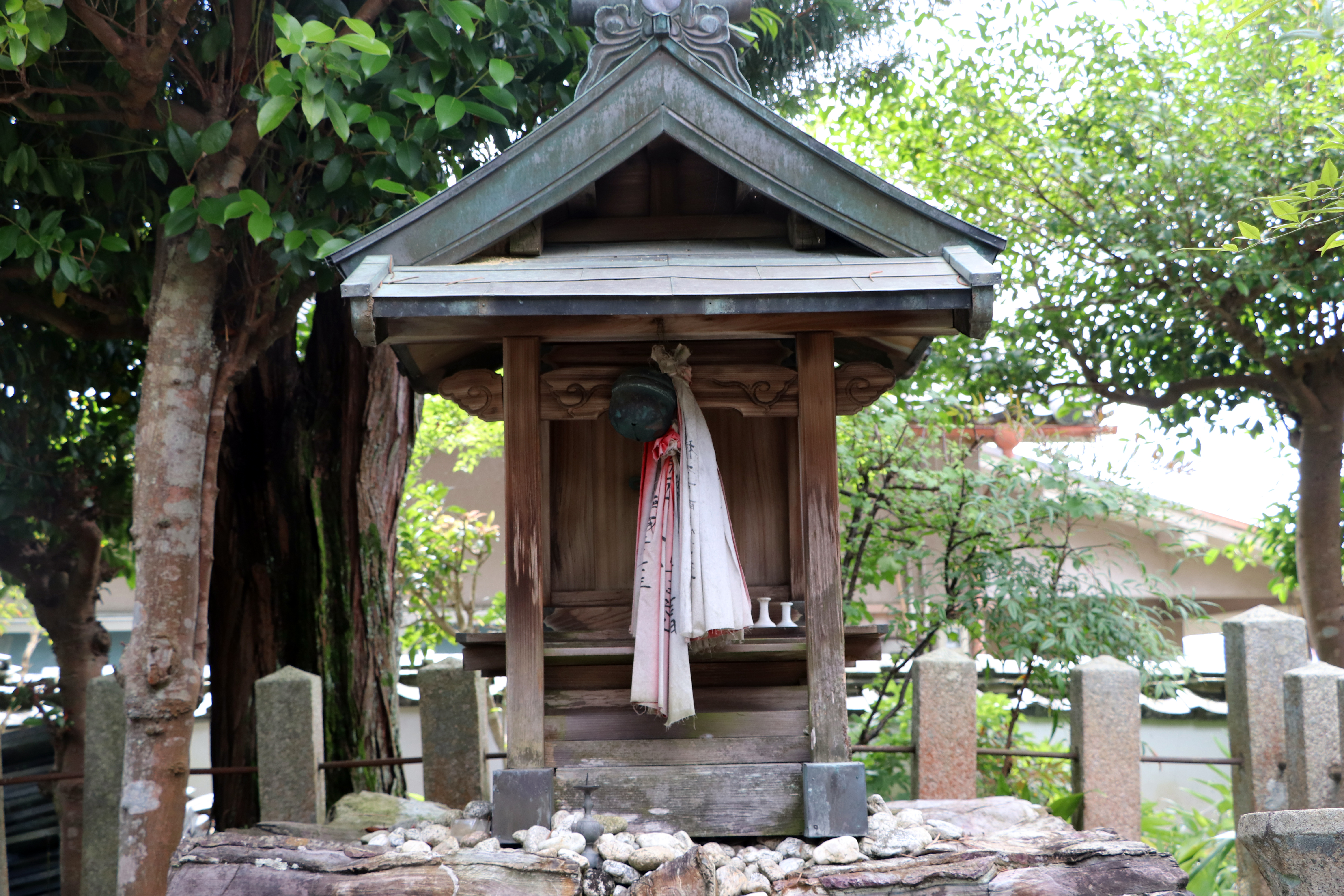
和歌山県定福寺・八幡社

- 和歌山県定福寺・八幡社本堂
- 庫裏
- 本尊（阿弥陀如来坐像）

- 九重石塔
- 十三重石塔
- 一願大師
- 八幡宮

## 文化財
- 庫裏（国の登録有形文化財）
- 木造阿弥陀如来坐像（秘仏、和歌山県指定文化財）
- 和歌山県定福寺・九重の塔九重石塔（橋本市指定文化財）

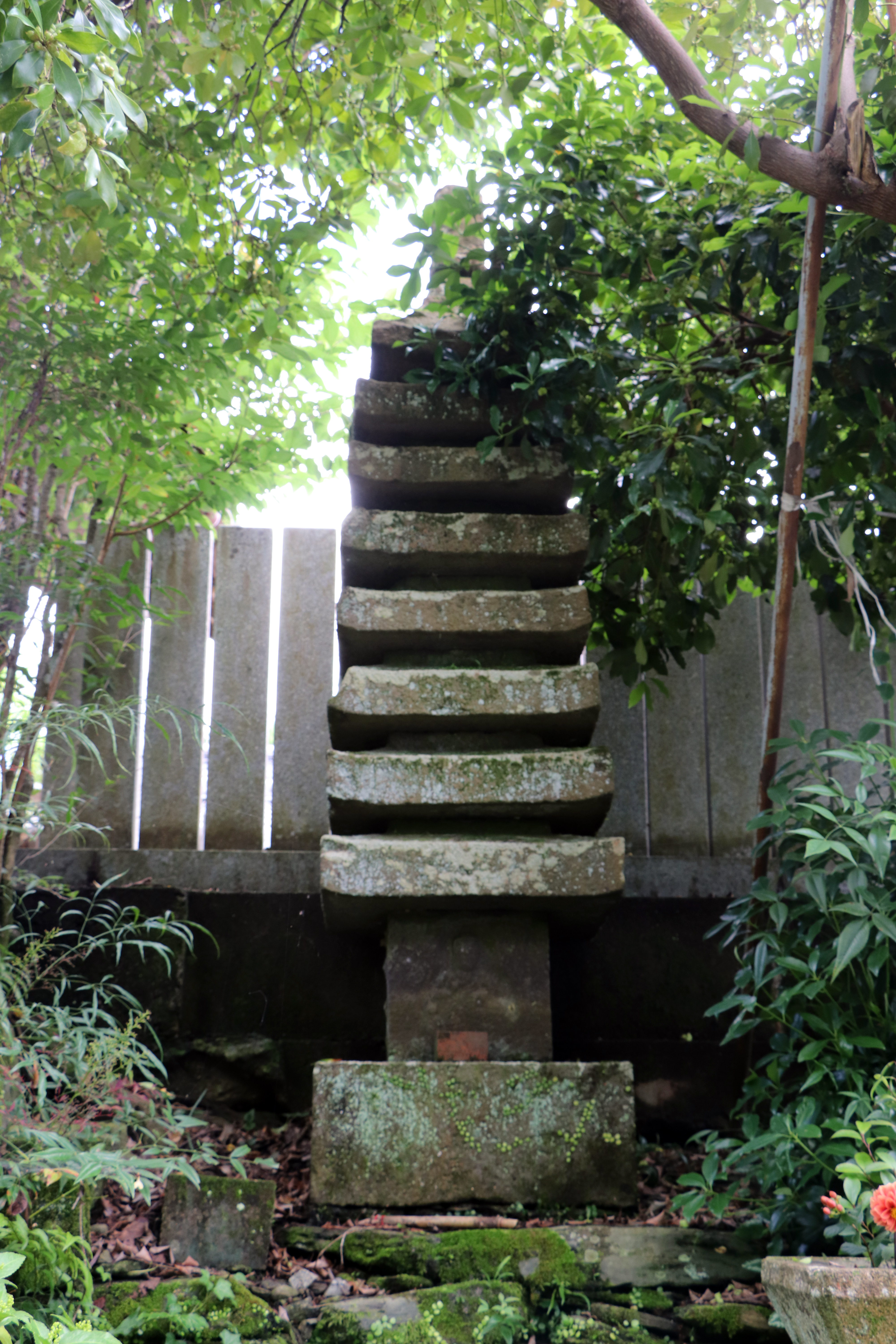
和歌山県定福寺・九重の塔

庫裏は入母屋造、桟瓦葺きで、屋根の妻面を漆喰塗とする。鬼瓦に宝暦11年（1761年）の銘があることからこの頃の建立とみられる。2006年（平成18年）11月29日に国の登録有形文化財に登録された。
本尊の木造阿弥陀如来坐像はヒノキの一木造りで、平安時代中期、10世紀から11世紀の作とみられる。像高は88cm。秘仏であり通常は公開されていない。1996年（平成8年）4月17日に和歌山県指定文化財に指定された。
九重石塔は基礎部に「弘安第八暦乙酉二月十三日」の銘があり、弘安8年（1285年）の建立と判明する。現在は相輪の6段目から上を欠き、塔身も8重目の屋根石が欠けていて、完形ではないものの、橋本市内における石造層塔の現存例が少ないこと、建立年代が明確であることから資料としての価値が高い。高さ244cm。1981年（昭和56年）8月28日に橋本市指定文化財に指定された。

## 民俗文化財
- 堂座講[8]
- 念仏

## 高野参詣道・黒河道
門前を高野参詣道である黒河道が通っている。定福寺と黒河口女人堂跡間を両端とする約16kmの参詣道で、2016年（平成28年）10月24日には世界遺産（文化遺産）にも登録されている。橋本から高野山への近道とされ、大和国からの参詣人が多いことから「大和口」とも呼ばれた。

## 特産物・行事
- はたごんぼ
- 雑事（ぞうじ）のぼり

## 交通アクセス

### 鉄道
- 南海高野線紀伊清水駅から徒歩約10分
- 西日本旅客鉄道（JR西日本）和歌山線・南海高野線橋本駅から徒歩約20分

### 橋本市コミュニティバス
- 中ルートの「賢堂」停留所が近い
- 右まわり・左まわりそれぞれ3便ずつの運行となっている